# T-24
O T-24 era um tanque médio soviético construído em 1931. Apenas vinte e cinco tanques foram construídos e nenhum desde viu algum combate. Este foi o primeiro tanque produzido na fábrica da KhPZ sediada na Ucrânia , que mais tarde foi responsável pelos tão bem sucedidos tanques soviéticos T-34 e T-54 . A suspensão do T-24 fora utilizada com sucesso nos primeiros tratores de artilharia construídos especificamente pela União Soviética.
O armamento principal do T-24 era uma arma de 45 mm. Possui uma metralhadora DT de 7,62 mm no casco, outra na torre e uma terceira em uma torre secundária sobre a torre principal. O tanque estava bem blindado para a sua época, mas o motor e a transmissão tiveram sérios problemas de projeto.

## Histórico de produção
A ordem original de produção fora enviada para a Fábrica de Locomotivas de Kharkov (KhPZ) em Kharkov na Ucrânia soviética em 1928. O primeiro projeto de tanque da fábrica era o T-12. Esta foi uma versão maior do T-18, com um motor mais potente (o T-18 era baseado no Renault FT ). Um protótipo foi construído e a produção de trinta tanques fora autorizada em 1930, mas o desempenho automotivo foi tão decepcionante que foi decidido realizar um maior trabalho de desenvolvimento.
O projeto foi redesignado T-24, o trabalho foi concluído corrigindo problemas com o sistema de transmissão e combustível, e uma torre maior foi projetada. Realizaram-se ensaios iniciais, durante os quais o desempenho foi considerado satisfatório, embora o motor do protótipo tenha se incendiado, a torre foi transferida para um protótipo T-12 para novos testes. Somente um total de vinte e cinco tanques foram construídos durante 1931. Os T-24 foram originalmente armados apenas com metralhadoras, até que em 1932 as armas de 45 mm foram instaladas em sua torre principal.
O T-24 era, porém, não confiável e foi usado apenas para treinamento e desfiles. Embora o tanque T-24 tivesse apresentado falhas, deu a KhPZ sua experiência inicial de produção e produção de tanques, que foi aplicada com mais sucesso na adoção da produção do tanque com a suspensão Christie dos EUA como a série de BT, a partir de 1931.

## Tratores de artilharia
O trator de artilharia Komintern KhPZ baseou-se na suspensão do tanque T-12 (50 construído a partir de 1930) e mais tarde do T-24 (2.000 construído de 1935 a 1941), alimentado por um motor a diesel de 131 cavalos. Ao contrário de seus predecessores, o trator foi mais bem sucedido e foi colocado em produção em massa. O Komintern herdou várias das desvantagens do T-24 .como a mobilidade lenta, mas alguns delas foram consertadas por designers. O Komintern foi usado para reboque de artilharia média, como o obús de 152 mm.
O trator de artilharia pesada Voroshilovets também se baseou na suspensão do T-24, usando o mesmo motor Diesel diesel do modelo V-2, como os tanques BT-7M e T-34. Cerca de 230 foram construídos em KhPZ a partir de 1939, e após a invasão alemã da produção de 1941 foi transferida para a Fábrica de Trator de Stalingrado sendo produzido até agosto de 1942.